# 李工真
李工真（1952年12月28日—），湖北武汉人，著名数学家李国平之子。中国当代历史学家，現任武汉大学历史学院教授、博士生导师、專攻德国史，与武漢大學校友赵林、易中天一起被誉为「武汉大学三大名嘴」。
1968年作为「知青」在湖北省公安县插队落户；1970年7月招工回城后在汉口江汉路「南京理发厅」做过8年理发师；恢复高考制度后，于1978年10月考入武汉大学历史学系；1985年7月留校任教；1988－1990年留学德意志联邦共和国特里尔大学，师从德国著名历史学家库尔特·迪威尔（Kurt Düwell）教授，专攻德国现代化问题。「武汉大学德国研究中心」創辦人之一，德國歷史研究專家。
由于在德国历史研究方面的突出贡献，李工真教授曾多次获得国家及湖北省人文社会科学优秀成果奖。中国中央电视台在制作12集大型电视纪录片《大国崛起》时吸收了他的研究成果，请他担任其中有关德国历史的第六集《帝国春秋》以及「大国系列丛书」中《德国》一册的学术指导，并在片中专门采访了他。香港凤凰卫视《纵横中国》栏目邀请他作特邀嘉宾。
李工真上课个性鲜明，生动活泼，使用口语化的生动讲解方式，很受学生欢迎。
李工真教授在1997年出版的代表作《德意志道路——现代化进程研究》，为国内第一部从现代化发展观点出发，全面、系统、详尽、深入地研究德国自15、16世纪以来历史进程的学术专著，引起学术界和社会各界普遍关注。近年来将研究重点转移到德国政治文化关系问题、德国现代化大学教育体制问题、纳粹德国知识难民问题，以及世界科学、文化中心洲际转移问题上。发表相关论文40余篇，其中10篇发表在历史学权威期刊《历史研究》、《世界历史》上；出版专著《文化的流亡——纳粹时代欧洲知识难民研究》、《德国现代史专题十三讲——从魏玛共和国到第三帝国》以及个人学术论文集《德意志现代化进程与德意志知识界》；译有《纳粹德国的兴亡》一书。
李工真認為：‘历史更多的是story，对于热爱历史人，理解历史的人，历史不仅仅是story，更是高级的story，即是High Story；便是History了，历史学是进入历史的一条通道，也是人生存在的最重要方面之一。’

## 備註
1. ↑  「武汉大学三大名嘴」[永久]
2. ↑  . gbpx.whu.edu.cn.   [2021-03-29]. （原始内容存档于2020-06-12）.
3. ↑  【名师】李工真[永久]
4. ↑  品历史的魅力——李工真谈“历史的魅力”[永久]